# Винона (Оклахома)
Винона (енгл. Wynona) град је у америчкој савезној држави Оклахома.

## Демографија
По попису из 2010. године број становника је 437, што је 94 (-17,7%) становника мање него 2000. године.
| Група             | 2000.       | 2010.       |
| Белци             | 395 (74,4%) | 308 (70,5%) |
| Афроамериканци    | 0 (0,0%)    | 2 (0,5%)    |
| Азијати           | 0 (0,0%)    | 0 (0,0%)    |
| Хиспаноамериканци | 15 (2,8%)   | 9 (2,1%)    |
| Укупно            | 531         | 437         |